# Ресифи
Ресѝфе (португалски Recife, в превод риф, на португалски се изговаря по-близко до Ресифи) е град в североизточна Бразилия с население (2009) 1 561 660 жители (3 599 181 души в агломерацията), столица на щата Пернамбуко. Обслужва се от международното летище Гуарарапеш.
Най-важният културен, икономически, политически и научен град на региона. Център на петата по големина агломерация в страната. Известен като една от културните столици на Бразилия.
Разположен на устието на река Беберибе в Атлантическия океан. Заобиколен от реки и пресичан от мостове, с много острови и мангрови дървета, градът впечатлява със своята география. Наричан е Бразилската Венеция.

## Икономика
В градът има няколко технологични парка. Майкрософт и IBM имат офиси в града.

## Известни личности
Родени в Ресифи
- Мануел Бандейра (1886-1968), поет
- Вава (1934-2002), футболист
- Ернанес (р. 1985), футболист
- Жуау Кабрал ди Мелу Нету (1920-1999), поет
- Жуниньо Пернамбукано (р. 1975), футболист

## Побратимени градове
| Държава    | Град      | От   |
| ---------- | --------- | ---- |
| Португалия | Порто     | 1987 |
| Франция    | Нант      | 2003 |
| Китай      | Гуанджоу  | 2007 |
| Холандия   | Амстердам | 1900 |
| САЩ        | Далас     | 1948 |
| Испания    | Ла Коруня | -    |